# The Rack
The Rack — дебютный студийный альбом нидерландской группы «Asphyx», выпущенный в апреле 1991 года. В 2006 году альбом подвергся ремастерингу и был дополнен композициями с концертов группы, проведенных в 1991 году.

## Список композиций
1 «The Quest for Absurdity» — 1:21
1. «Vermin» — 4:02
2. «Diabolical Existence» — 3:55
3. «Evocation» — 5:31
4. «Wasteland of Terror» — 2:16
5. «The Sickening Dwell» — 4:15
6. «Ode to a Nameless Grave» — 2:55
7. «Pages in Blood» — 4:08
8. «The Rack» — 9:06
9. «The Quest for Absurdity» — 0:30 (live)
10. «Vermin» — 3:46 (live)
11. «Evocation» — 4:57 (live)
12. «Diabolical Existence» — 3:22 (live)
13. «Ode to a Nameless Grave» — 2:26 (live)
14. «The Sickening Dwell» — 3:51 (live)
15. «Wasteland of Terror» — 2:31 (live)
16. «Pages in Blood» — 4:06 (live)
17. «The Rack» — 8:17 (live)
18. «Rite of Shades» — 3:52 (live)
19. «Crush the Cenotaph» — 4:01 (live)

Live-треки присутствуют на издании 2006 года.

## Участники записи
- Martin van Drunen — вокал, бас-гитара
- Eric Daniels — гитара
- Bob Bagchus — барабаны